# Porto Moniz
Porto Moniz – gmina (port. concelho) i miasteczko (port. vila) w Portugalii, w Regionie Autonomicznym Madera, zlokalizowana w północno-zachodniej części wyspy Madera, nad Oceanem Atlantyckim. Według danych z 2011 r. gmina liczyła 2711 mieszkańców.
Miejscowość została założona i zasiedlona pod koniec XV w., po odkryciu Madery przez João Gonçalvesa Zarco. Nazwa pochodzi od jednego z pierwszych osadników, który tu dotarli. Pierwsi osadnicy zajmowali się głównie uprawą zbóż, hodowlą bydła i pozyskiwaniem drewna. Od XVIII w. zaczęto uprawiać winorośl, a od XIX w. ziemniaki. Porto Moniz prawa miejskie otrzymało w 1835 r.
W styczniu 2021 r. w Porto Moniz odnotowywano znaczną liczbę zachorowań na wirusa SARS-CoV-2. Miasteczko było opustoszałe i określane mianem „miasta duchów” z uwagi na brak turystów.
Miejscowość i gmina żyją głównie dzięki turystyce (co jest charakterystyczne dla całej Madery). Porto Moniz jest kierunkiem wycieczek głównie ze względu na naturalne baseny, utworzone tuż przy brzegu oceanu przez zastygłą lawę. Uważane są one za najlepsze naturalne baseny w całej Portugalii.
Średnia roczna wartość opadów na obszarze gminy wynosi 1,527 mm, ze szczególnie deszczowym styczniem. W przypadku załamania się pogody opady te mogą być znacznie większe, jak miało to miejsce np. w grudniu 2020 r., gdy w ciągu jednej doby odnotowano 161 mm deszczu.

## Sołectwa
W skład gminy wchodzą 4 sołectwa (ludność w 2011 r.)
- Achadas da Cruz – 159 osób
- Porto Moniz – 1668 osób
- Ribeira da Janela – 228 osób
- Seixal – 656 osób

## Galeria

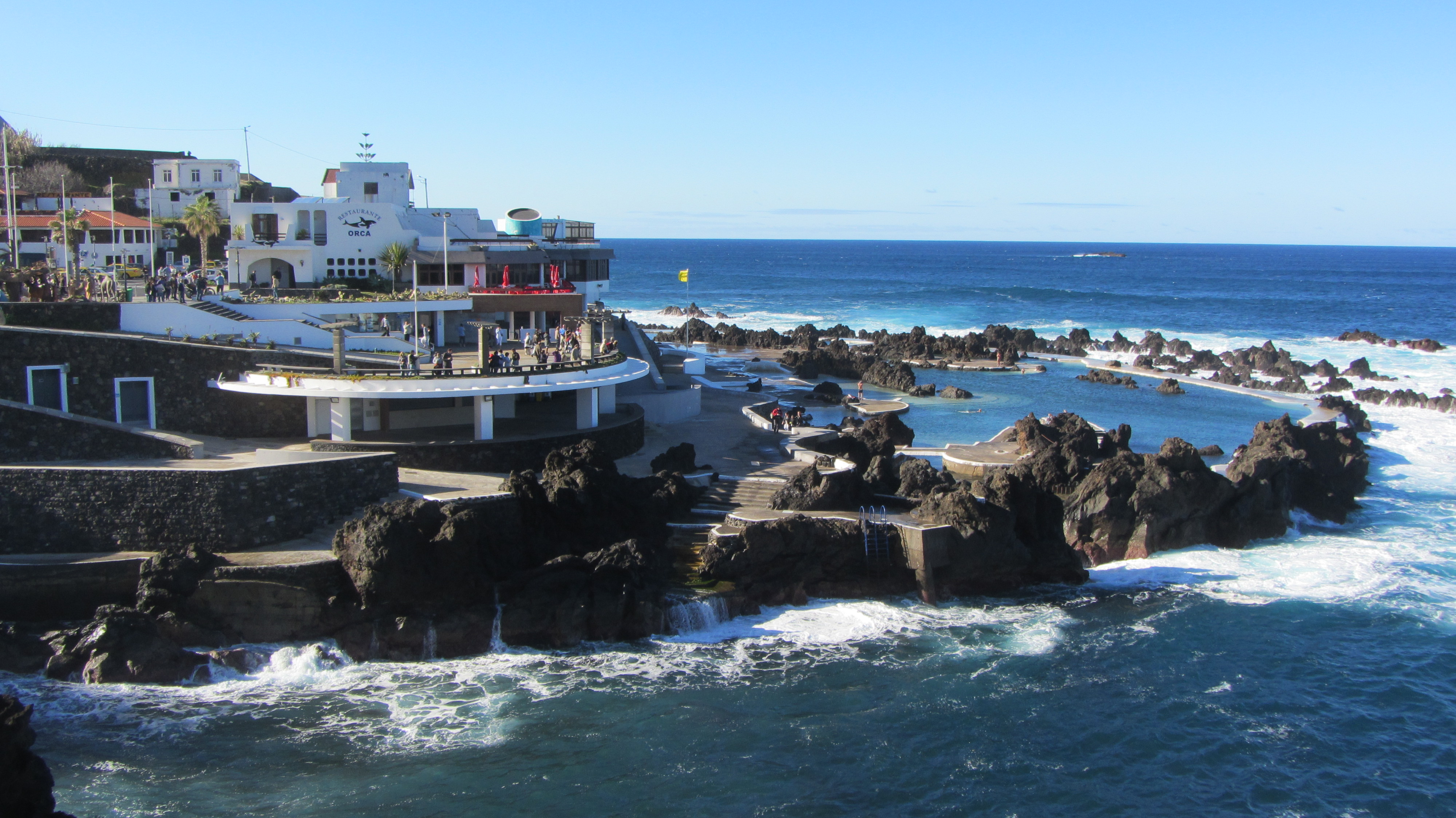
Wybrzeże w Porto Moniz
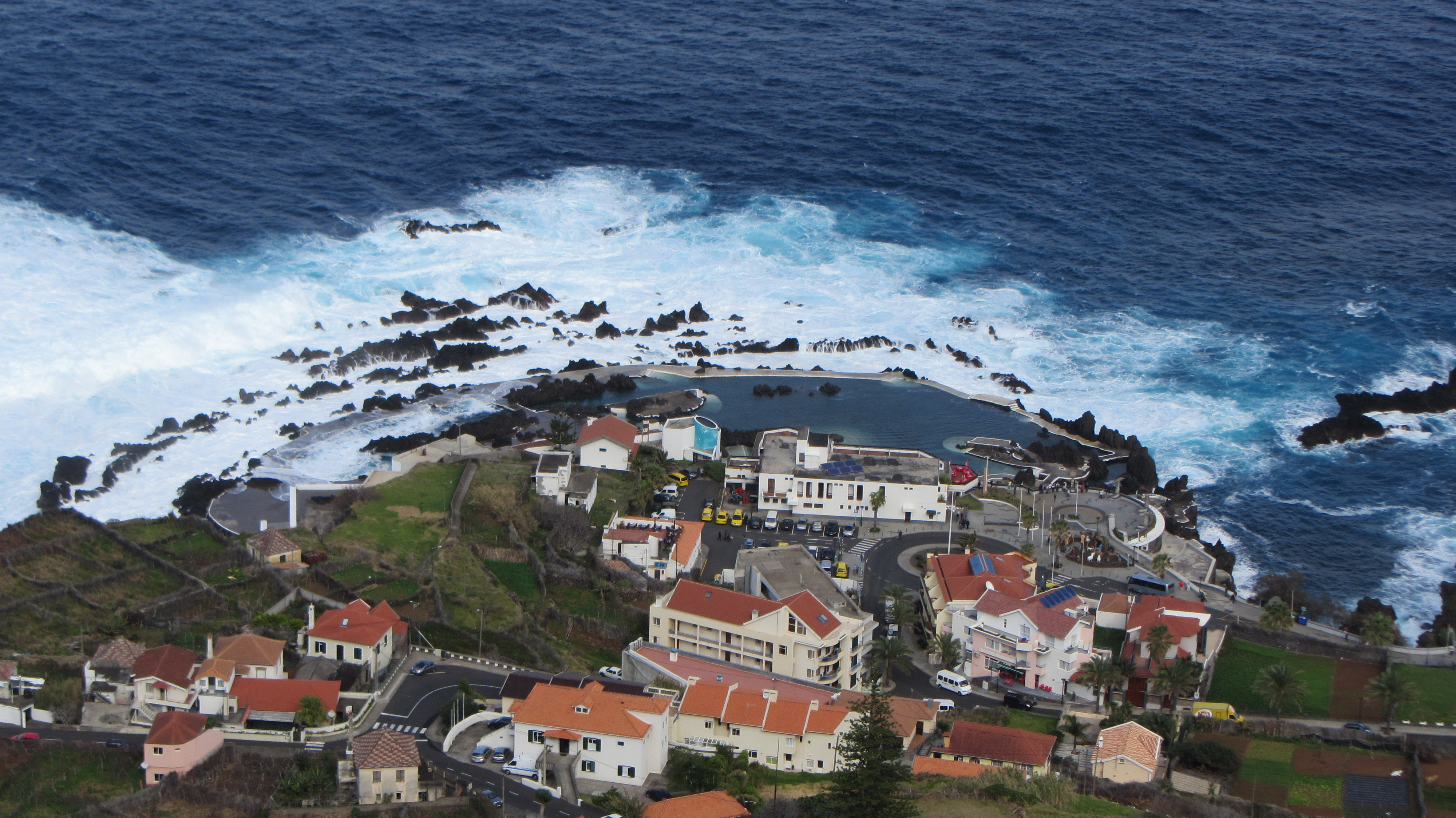
Porto Moniz z lotu ptaka
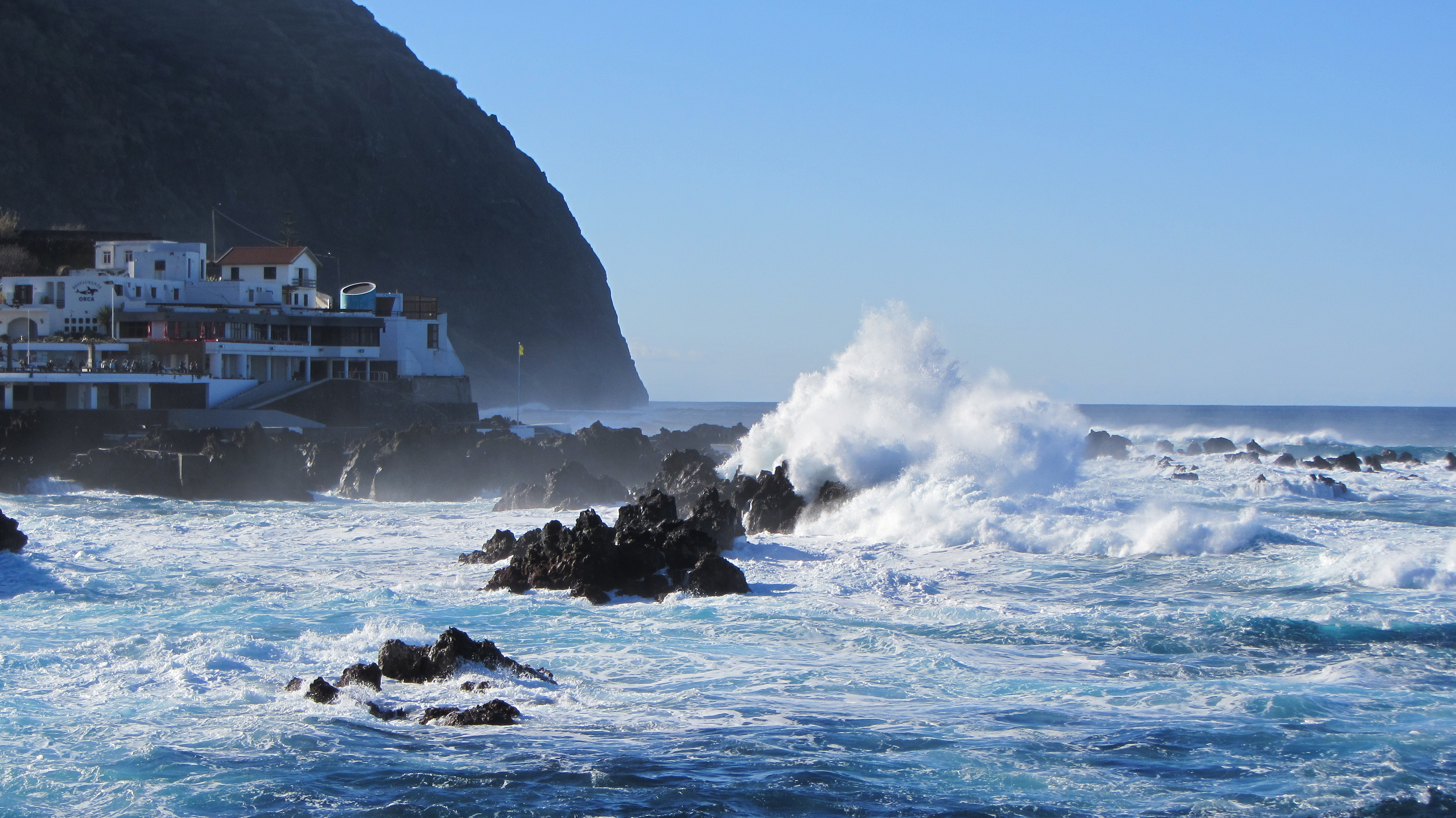
Wzburzony ocean przy Porto Moniz
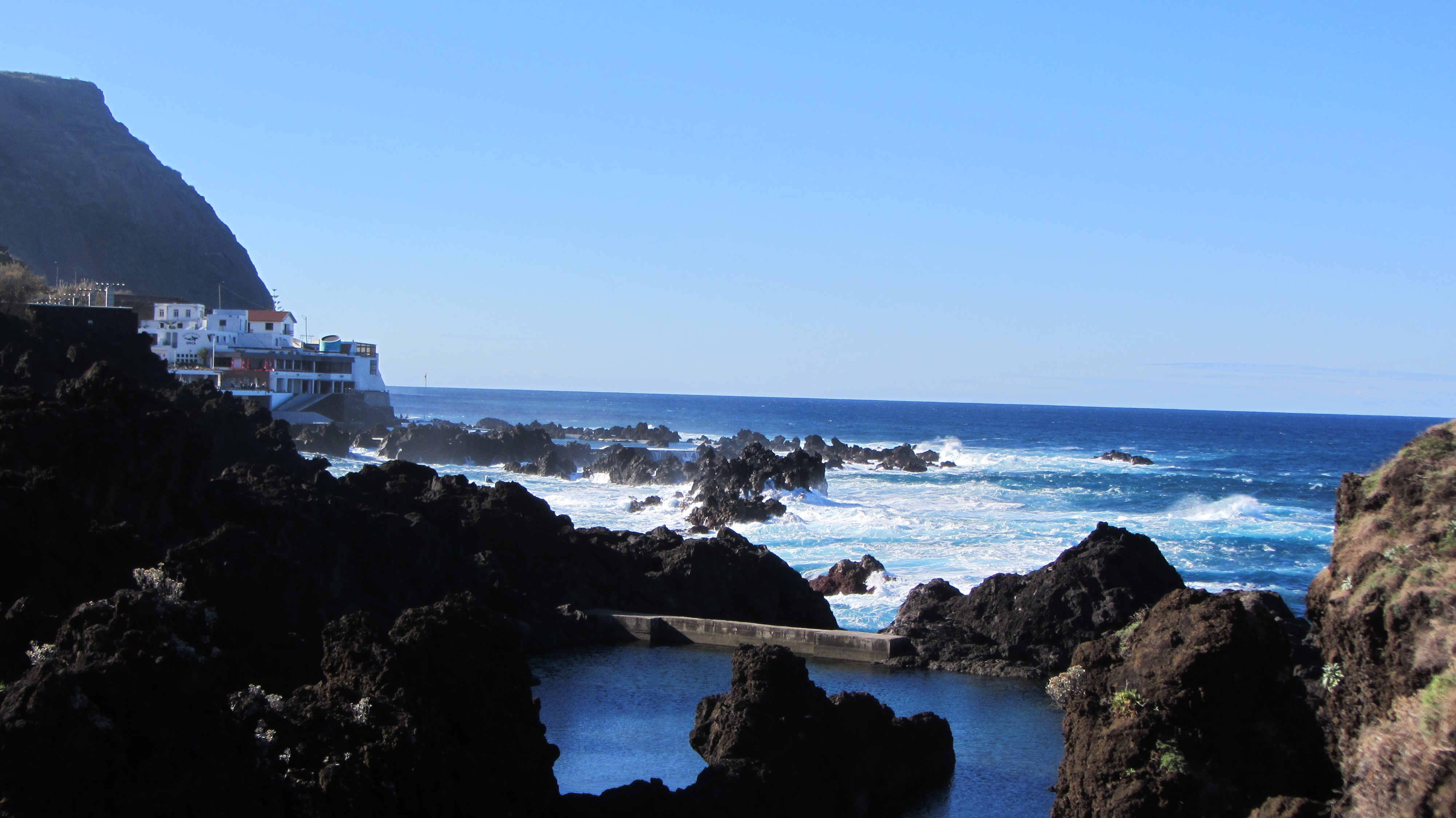
Naturalne baseny w Porto Moniz
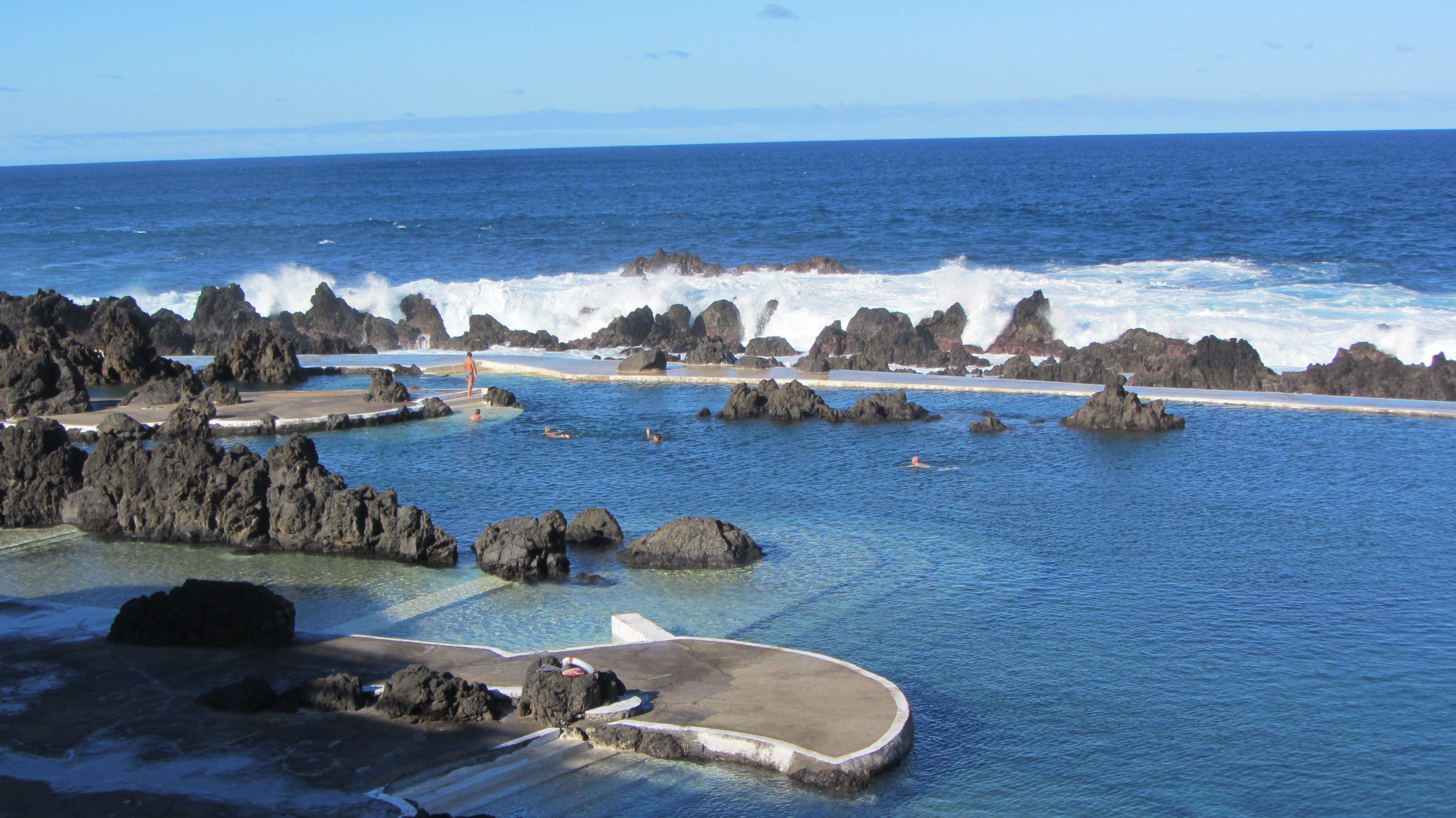
Naturalne baseny w Porto Moniz
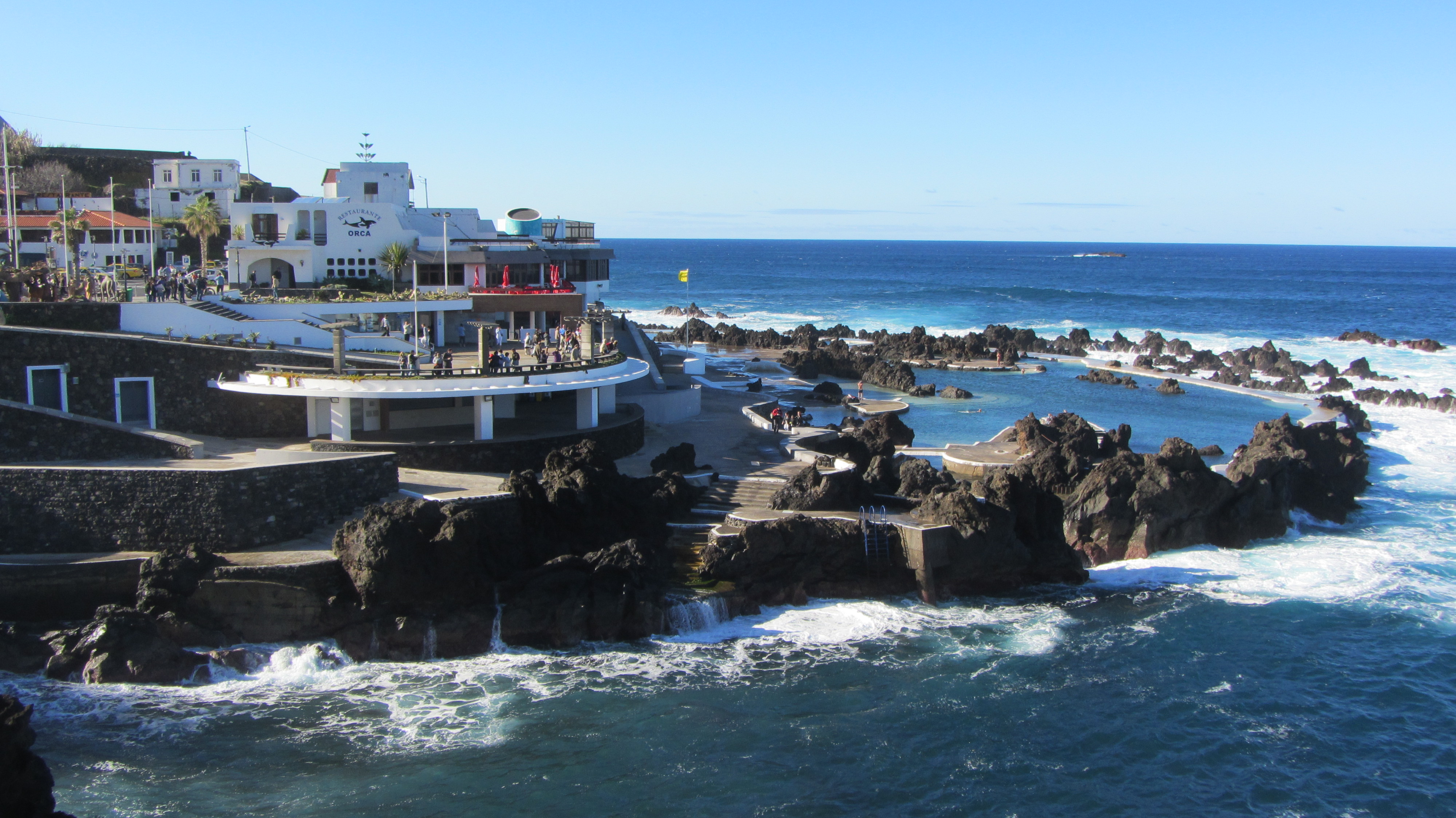
Naturalne baseny w Porto Moniz